# Parasterope barnesi
Parasterope barnesi är en kräftdjursart. Parasterope barnesi ingår i släktet Parasterope och familjen Cylindroleberididae. Inga underarter finns listade i Catalogue of Life.